# فیلم آهسته
فیلم آهسته (انگلیسی: Slow Video؛‏ کره‌ای: 슬로우 비디오) یک فیلم کمدی محصول سال ۲۰۱۴ کره جنوبی به نویسندگی و کارگردانی کیم یونگ تاک و با بازی چا ته هیون و نام سانگ می است. این دومین فیلم کره‌ای است که به‌طور کامل توسط استودیو آمریکایی فاکس قرن بیستم تأمین مالی شده است.